# Paolo Orsi Mangelli
Paolo Orsi Mangelli (* 30. Oktober 1762 in Forlì; † 4. März 1846 in Rom) war ein italienischer Kardinal der Römischen Kirche.

## Leben
Paolo Orsi Mangelli wurde am 30. Oktober 1762 in die seit dem 12. Jahrhundert in Forlì ansässige adlige Familie Orsi Mangelli geboren. Seine Eltern waren Francesco und Antonia, eine Contessa Severoli aus Faenza.
Nach dem Tod seiner Eltern zog er nach Rom und verfolgte zunächst eine Karriere als Beamter. Er heiratete am 22. Oktober 1804 die Gräfin Elisabetta Valmarana, mit der er in Forlì lebte und acht Kinder hatte, von denen vier im Kindesalter starben. Nach dem Tod seiner Frau am 31. Oktober 1817 ging er zurück nach Rom und bekleidete dort verschiedene Positionen im Kirchenstaat, gefördert von Ercole Consalvi.
Am 2. Dezember 1838 spendete ihm der Vizeregent Roms Antonio Luigi Piatti die Niederen Weihen. Am 29. März 1840 empfing er die Priesterweihe und wurde von Papst Gregor XVI. im Konsistorium vom 27. Januar 1843 zum Kardinaldiakon der Titeldiakonie Santa Maria della Scala kreiert. Am 22. Februar 1844 wechselte er zur Titeldiakonie Santa Maria in Cosmedin.
Er starb am  4. März 1846 in Rom und wurde dort in der Kirche Santa Maria della Vittoria beigesetzt.